# Eisenchloridtest
Der Eisenchloridtest bezeichnet zwei unterschiedliche Nachweismethoden, die mit Eisen(III)-chlorid-Lösung durchgeführt werden.
- Beim Nachweis von Essigsäure und Acetaten erfolgt nach Zugabe wässriger Eisenchloridlösung zu einer Probe, die Essigsäure oder Acetate enthält, eine intensive Rotfärbung[1] welcher auf den sich bildenden Komplex ([Fe3O(H2O)3(CH3COO)6]+) zurückgeführt werden kann. Beim Erwärmen des Komplexes entsteht rotbraunes Eisen(III)-acetat.[2] Zur Unterscheidung von Essig- und Propionsäure kann die Probenlösung zusätzlich mit wenig Amylalkohol versetzt werden: Ist Essigsäure vorhanden, färbt sich die untere, wässrige Phase rot. Ist es Propionsäure, färbt sich die obere, alkoholische Phase rot, während die untere farblos bleibt.

- Phenole und Enole zeigen mit Eisen(III)-salzlösungen intensive Farbreaktionen, bei denen die Färbung von gelb über blau und violett, grün oder sogar schwarz gehen kann. Diese Reaktion findet bei der Herstellung der tiefschwarzen Eisengallustinte Verwendung.[3]

Weiterhin können auch Oxime und Hydroxamsäuren mit Eisen(III)-chlorid-Lösung als rote Komplexe nachgewiesen werden.